# آویان-تپویی
آویان-تپویی (به اسپانیایی: Auyantepui) یک کوه در ونزوئلا است که در ایالت بولیوار واقع شده‌است. آویان-تپویی ۲٬۴۵۰ متر بالاتر از سطح دریا واقع شده‌است.